# Tesserocranulus nevermanni
Tesserocranulus nevermanni is een keversoort uit de familie snuitkevers (Curculionidae). De wetenschappelijke naam van de soort werd in 1933 gepubliceerd door Karl Eduard Schedl.